# Nati nel 1906/Gennaio
| Questa pagina contiene informazioni ricavate automaticamente dalle voci biografiche con l'ausilio del template Bio e di un bot. L'aggiornamento è periodico e automatico e ricostruisce completamente la pagina. Se manca una persona in questa lista, sei pregato di non aggiungerla, ma accertati piuttosto che la sua voce biografica contenga il template Bio e che i dati anagrafici siano correttamente compilati. Se il template Bio manca, inseriscilo tu stesso o, in alternativa, metti l'avviso {{tmp\|Bio}} che ne segnala la mancanza. Se i dati riportati sono sbagliati, correggi direttamente la voce biografica; le modifiche saranno visibili in questa lista entro pochi giorni. Per chiarimenti vedi il progetto biografie. La lista contiene solo le 135 persone che sono citate nell'enciclopedia e per le quali è stato implementato correttamente il template Bio. Pagina aggiornata al 10 giu 2025. |

- 1º gennaio - Enzo Bertoli, calciatore italiano
- 1º gennaio - Giovanni D'Anzi, compositore italiano († 1974)
- 1º gennaio - Antonino De Leo, botanico italiano († 1971)
- 1º gennaio - Adelaide Hautval, medico e psichiatra francese († 1988)
- 1º gennaio - Luigi La Ferlita, avvocato e politico italiano († 1974)
- 1º gennaio - Antonio Lorusso, militare italiano († 1938)
- 1º gennaio - Giuseppe Petralia, vescovo cattolico, scrittore e poeta italiano († 2000)
- 1º gennaio - Frank Stack, pattinatore di velocità su ghiaccio canadese († 1987)
- 1º gennaio - Petre Steinbach, calciatore e allenatore di calcio rumeno († 1996)
- 2 gennaio - Giuseppe Caito, militare italiano († 1943)
- 2 gennaio - Filadelfio Caroniti, funzionario e politico italiano († 1979)
- 2 gennaio - Frederic Seaman, hockeista su prato indiano († 2000)
- 3 gennaio - Roman Brandstaetter, scrittore polacco († 1987)
- 3 gennaio - Óscar Domínguez, pittore spagnolo († 1957)
- 3 gennaio - Lothar König, presbitero e filosofo tedesco († 1946)
- 3 gennaio - William W. Morgan, astronomo e astrofisico statunitense († 1994)
- 3 gennaio - Aleksej Grigor'evič Stachanov, operaio e politico sovietico († 1977)
- 3 gennaio - Shirō Toyoda, regista e sceneggiatore giapponese († 1977)
- 4 gennaio - Agnija Barto, poetessa e sceneggiatrice sovietica († 1981)
- 4 gennaio - Pompeo Colajanni, partigiano, politico e antifascista italiano († 1987)
- 4 gennaio - George Douglas-Hamilton, X conte di Selkirk, nobile e politico scozzese († 1994)
- 4 gennaio - Frank Newton, trombettista statunitense († 1954)
- 4 gennaio - Alessandro Rossi Fanelli, biochimico italiano († 1990)
- 4 gennaio - Gino Spagone, militare italiano
- 4 gennaio - Sándor Szabó, wrestler ungherese († 1966)
- 5 gennaio - Leone Cattani, avvocato e politico italiano († 1980)
- 5 gennaio - Pavel Vladimirovič Cybin, ingegnere sovietico († 1992)
- 5 gennaio - Manuel Fonseca e Castro, calciatore portoghese
- 5 gennaio - Kathleen Kenyon, archeologa britannica († 1978)
- 5 gennaio - Giovanni Perlingieri, avvocato e politico italiano († 1972)
- 5 gennaio - Donald Randolph, attore statunitense († 1993)
- 5 gennaio - Kazem Shariatmadari, personalità religiosa iraniano († 1986)
- 6 gennaio - Dorothy Appleby, attrice statunitense († 1990)
- 6 gennaio - Ruth Hiatt, attrice statunitense († 1994)
- 6 gennaio - Aimone Lo Prete, allenatore di calcio e calciatore italiano
- 6 gennaio - Giuseppina Palumbo, politica italiana († 1989)
- 6 gennaio - Alexina Duchamp, mercante d'arte statunitense († 1995)
- 6 gennaio - Joe Stracci, mafioso italiano († 1984)
- 7 gennaio - Red Allen, trombettista statunitense († 1967)
- 7 gennaio - Herb Magidson, paroliere statunitense († 1986)
- 7 gennaio - Giulia Veronesi, storica dell'architettura e traduttrice italiana († 1970)
- 8 gennaio - Maria Emma Alaimo, bibliotecaria e saggista italiana († 1997)
- 8 gennaio - Serge Poliakoff, pittore russo († 1969)
- 8 gennaio - Arturo Policaro, calciatore italiano († 1975)
- 9 gennaio - Karl Bruckner, scrittore austriaco († 1982)
- 9 gennaio - Émile Chanoux, notaio e politico italiano († 1944)
- 10 gennaio - Grigore Moisil, matematico rumeno († 1973)
- 11 gennaio - Luca Balsofiore, militare italiano († 1941)
- 11 gennaio - Giovanni Calabrò, militare italiano († 1942)
- 11 gennaio - Jesse Hibbs, regista statunitense († 1985)
- 11 gennaio - Albert Hofmann, chimico svizzero († 2008)
- 11 gennaio - Elisabeth Wendt, attrice tedesca († 1980)
- 11 gennaio - Vilmos Zombori, calciatore rumeno († 1993)
- 12 gennaio - Cai Chusheng, regista cinese († 1968)
- 12 gennaio - Edred John Henry Corner, botanico e micologo inglese († 1996)
- 12 gennaio - René David, giurista francese († 1990)
- 12 gennaio - Emmanuel Lévinas, filosofo francese († 1995)
- 13 gennaio - Vitalij Michajlovič Abalakov, alpinista e ingegnere sovietico († 1986)
- 13 gennaio - Aleksandr Michajlovič Fajncimmer, regista sovietico († 1982)
- 13 gennaio - Arpad Wigand, generale tedesco († 1983)
- 13 gennaio - Zhou Youguang, linguista, economista e editore cinese († 2017)
- 14 gennaio - Giana Anguissola, scrittrice e pubblicista italiana († 1966)
- 14 gennaio - William Bendix, attore statunitense († 1964)
- 14 gennaio - James Corson, discobolo statunitense († 1981)
- 14 gennaio - Jesús Enciso Viana, vescovo cattolico spagnolo († 1964)
- 14 gennaio - Tullio Moretti, calciatore italiano († 1962)
- 14 gennaio - Rodolfo Volk, calciatore italiano († 1983)
- 15 gennaio - Aroldo Corazza, calciatore italiano
- 15 gennaio - Waldemar Gonçalves, cestista brasiliano († 1963)
- 15 gennaio - Aristotele Onassis, armatore, imprenditore e socialite greco († 1975)
- 15 gennaio - Riccardo Proserpio, ciclista su strada italiano († 1963)
- 16 gennaio - Cesare Cambi, calciatore e allenatore di calcio italiano
- 16 gennaio - Vittorio Maria Costantini, vescovo cattolico italiano († 2003)
- 16 gennaio - Floro Díaz, schermidore argentino
- 16 gennaio - Giovanni Ghirotti, politico italiano († 1974)
- 16 gennaio - Eugene Gire, fumettista, sceneggiatore e illustratore francese († 1979)
- 16 gennaio - Erich Kähler, matematico tedesco († 2000)
- 16 gennaio - Enzo Luigi Poletto, compositore e paroliere italiano († 1983)
- 16 gennaio - Watcyn Thomas, rugbista a 15 gallese († 1977)
- 16 gennaio - Diana Wynyard, attrice britannica († 1964)
- 17 gennaio - Karel Bejbl, calciatore cecoslovacco († 1962)
- 18 gennaio - Hans Aeschbacher, pittore e scultore svizzero († 1980)
- 18 gennaio - Nils Axelsson, calciatore svedese († 1989)
- 18 gennaio - Paul Bernier, arcivescovo cattolico canadese († 1964)
- 18 gennaio - Giannina Marchini, mezzofondista e velocista italiana († 1976)
- 18 gennaio - Carmelo Ottaviano, filosofo italiano († 1980)
- 18 gennaio - Giulio Prunai, archivista italiano († 2002)
- 18 gennaio - Dick Southwood, canottiere britannico († 1986)
- 19 gennaio - Lilian Harvey, attrice e cantante britannica († 1968)
- 19 gennaio - Hans Loewald, psichiatra e psicoanalista tedesco († 1993)
- 20 gennaio - Virginia Galante Garrone, scrittrice italiana († 1998)
- 20 gennaio - Joachim Rademacher, pallanuotista tedesco († 1970)
- 20 gennaio - James Thompson, nuotatore scozzese († 1966)
- 20 gennaio - Bretaigne Windust, regista e attore francese († 1960)
- 21 gennaio - Adán Gordón, nuotatore panamense († 1966)
- 21 gennaio - Leo Halle, calciatore olandese († 1992)
- 21 gennaio - Igor' Aleksandrovič Moiseev, coreografo e ballerino sovietico († 2007)
- 21 gennaio - Benito Partisani, pittore, scultore e ceramista italiano († 1969)
- 22 gennaio - Robert E. Howard, scrittore statunitense († 1936)
- 22 gennaio - Julien Levy, mercante d'arte e docente statunitense († 1981)
- 22 gennaio - Willie Sanders, attore britannico († 1990)
- 22 gennaio - Gusztáv Sebes, allenatore di calcio, calciatore e dirigente sportivo ungherese († 1986)
- 23 gennaio - Ciro Andreatta, geologo italiano († 1960)
- 23 gennaio - Elena Holéczyová, artista slovacca († 1983)
- 23 gennaio - May di Teck, nobile britannica († 1994)
- 24 gennaio - Juan Carbonell, cestista spagnolo († 1991)
- 24 gennaio - Harijs Fogelis, calciatore lettone († 1989)
- 24 gennaio - Wilfred Jackson, regista, animatore e compositore statunitense († 1988)
- 25 gennaio - Alberto Apponi, scrittore, politico e antifascista italiano († 1977)
- 25 gennaio - Alessandro Cicognini, compositore italiano († 1995)
- 25 gennaio - Emilio Giovannini, calciatore italiano
- 25 gennaio - Giovanni Molinari, calciatore italiano († 1988)
- 25 gennaio - Toni Ulmen, pilota automobilistico tedesco († 1976)
- 25 gennaio - Jean Weber, attore francese († 1995)
- 26 gennaio - Ján Golian, generale cecoslovacco († 1945)
- 26 gennaio - Otomar Kubala, militare slovacco († 1946)
- 27 gennaio - Pio Alessandrini, politico italiano († 1996)
- 27 gennaio - Bill Boyd, giocatore di poker statunitense († 1997)
- 27 gennaio - Bernice Claire, cantante e attrice statunitense († 2003)
- 27 gennaio - Radamés Gnattali, compositore, arrangiatore e direttore d'orchestra brasiliano († 1988)
- 27 gennaio - Alberto Ruz Lhuillier, archeologo francese († 1979)
- 27 gennaio - Kārlis Tīls, calciatore e allenatore di calcio lettone († 1967)
- 27 gennaio - Andrea Tosto De Caro, poeta, compositore e critico d'arte italiano († 1977)
- 28 gennaio - Robert Alton, danzatore, coreografo e regista statunitense († 1957)
- 28 gennaio - Tom Arrigan, calciatore irlandese († 1974)
- 28 gennaio - Rodolfo Augustinovich, calciatore ungherese
- 28 gennaio - Rubens Franzini, calciatore italiano
- 28 gennaio - Arvella Gray, cantante e chitarrista statunitense († 1980)
- 28 gennaio - Frank Launder, regista, sceneggiatore e produttore cinematografico britannico († 1997)
- 28 gennaio - Jean Malisart, pallanuotista belga
- 29 gennaio - Luigi Magnani, critico musicale, musicologo e scrittore italiano († 1984)
- 29 gennaio - Enrico Nicodemo, arcivescovo cattolico italiano († 1973)
- 31 gennaio - Alfeo Brandimarte, militare e ingegnere italiano († 1944)
- 31 gennaio - Benjamin Frankel, compositore britannico († 1973)
- 31 gennaio - Giulio Pediconi, architetto e urbanista italiano († 1999)